# Hakkapeliitta

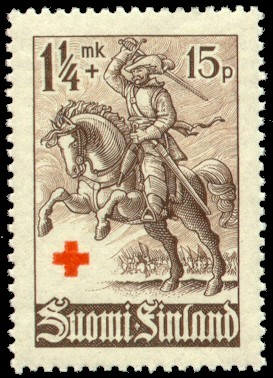
Hakkapeliitta op een Finse postzegel uit 1940

Hakkapeliitta is een historiografische term voor de Finse cavalerie in dienst van Gustaaf II Adolf van Zweden tijdens de Dertigjarige Oorlog. De term wordt ontleend aan de Finse oorlogskreet hakkaa päälle, wat neerkomt op hak ze neer.
De eerste cavalerie die als hakkapeliitta kan worden beschreven werd gebruikt tijdens de Pools-Zweedse oorlogen aan het einde van de 16e eeuw. Begin 17e eeuw werden ze ingezet door veldheer Jakob De la Gardie tijdens veldtochten tegen Polen en Rusland. Onder leiding van veldheer Gustaf Horn speelden de hakkapeliitta een beslissende rol in de Zweedse overwinningen tijdens de Dertigjarige Oorlog.